# حلبة جيل فيلنوف

مسار حلبة جيل فيلنوف

حلبة جيل فيلنوف هي حلبة لسباق السيارات، وتستضيف سباق الجائزة الكبرى الكندي للفورمولا واحد ، وسباقات سلسلة ناسكار، وناسكار الكندية الوطنية وسلسلة سباقات غراند آم رولكس للسيارات الرياضية.
تقع الحلبة على جزيرة إيل نوتردام، وهي جزيرة من صنع الإنسان على نهر سانت لورانس في مدينة مونتريال، عرفت في البداية باسم حلبة إيل نوتردام. وأعيدت تسمية الحلبة فيما بعد تكريما للكندي جيل فيلنوف سائق الفورمولا واحد بعد وفاته في عام 1982.
يتكون مسار السباق في الحلبة من مجموعة من المنعطفات السريعة والبطيئة على طول المسار الذي تبلغ مسافته 4,361 متر باتجاه عقارب الساعة.